# 梁绮萍
梁绮萍（1947年—），女，福建漳州芗城区人，中华人民共和国政治人物。福州大学化工系毕业。1974年10月加入中国共产党，分别在中共十五大、十六大上，当选中央纪律检查委员会委员。曾任中共福建省委副书记、省纪委书记，福建省政协主席等职。曾任第十二届全国政协委员、港澳台侨委员会副主任。

## 生平
梁绮萍早年响应中共中央关于知识青年上山下乡的号召，在福建省长泰县坂里公社插队劳动。1972年，进入漳州市电瓷厂当工人。1973年9月，获组织推荐，进入福州大学化工系学习，成为工农兵学员；并在大学期间，加入中国共产党。
大学毕业后，梁绮萍被分配到漳州市制药厂工作，历任技术员、技术股副股长、副厂长；1983年11月，出任县级漳州市市委副书记；次年12月，兼任漳州市(县级)市长。1985年5月，经国务院批准，设立省辖漳州市，原县级漳州市改为芗城区；当年7月，漳州市人民政府成立，梁绮萍出任市委常委、兼漳州市副市长。
1995年2月，在担任副市长十年之久的梁绮萍，被任命为中共福建省纪律检查委员会副书记；在当年10月召开的，第六届中共福建省委第一次会议上，升任省委常委、兼省纪委书记；此后，在福建省委，梁绮萍历任贾庆林、陈明义、宋德福、卢展工等四任省委书记；于2001年1月，升任中共福建省委副书记、兼省纪委书记。在任省纪委书记期间，曾参与厦门远华特大走私案的查处工作，负责与中央办案部门联系、协调工作。
2006年1月，在政协福建省第九届四次会议上，梁绮萍当选省政协主席；当年8月，卸任省委领导职务。2008年1月，连任第十届福建省政协主席。2013年，届满退休后，于3月召开的第十二届全国政协第一次会上，出任全国政协港澳台侨委员会副主任。